# 上宝村立長倉小学校
上宝村立長倉小学校 （かみたからそんりつ ながくらしょうがっこう）は、かつて岐阜県吉城郡上宝村（現・高山市上宝町）に存在した公立小学校。

## 概要
- 校区は長倉、下佐谷、苧生茂、葛山、岩井戸、鼠餅などであった。1968年、本郷小学校に統合され廃校。長倉小学校大原冬季分教場は本郷小学校に引き継がれた。
- 跡地は長倉多目的研修会館になっている。

## 沿革
- 1874年（明治7年）4月 - 長倉村に長倉学校が開校。長倉村、下佐谷村、苧生茂村、葛山村、岩井戸村の児童が通学する。
- 1875年（明治8年） - 平湯村、一重ヶ根村、神坂村、栃尾村、今見村、田頃家村、柏当村、蓼之俣村、笹島村、赤桶村、福地村、中尾村、下佐谷村、苧生茂村、葛山村、鼠餅村、新田村、長倉村、岩井戸村、在家村、本郷村、吉野村、上灘村、見座村、宮原村、双六村、中山村、桃原村、荒原村、蔵柱村、金木戸村が合併し、上宝村が発足。
- 1886年（明治19年） - 長倉簡易科小学校に改称する。
- 1893年（明治26年） - 長倉尋常小学校に改称する。
- 1908年（明治41年） - 上宝尋常小学校、長倉尋常小学校、双六尋常小学校、宮原学校の統合が計画されるが、反対運動が発生。翌年まで村、学校、保護者の間で紛糾する事態となる（学校騒動）[1]。
- 1912年（明治45年） - 鼠餅字大原[注釈 2]に大原冬季分教場を設置。
- 1921年（大正10年） - 上宝第四尋常小学校に改称する。
- 1924年（大正13年） - 上宝第四尋常高等小学校に改称する。
- 1941年（昭和16年）4月1日 - 上宝第四国民学校に改称する。
- 1947年（昭和22年）4月1日 - 上宝村立上宝第四小学校に改称する。上宝村立第一中学校長倉分校を併設（小中併設校）。
- 1948年（昭和23年） - 上宝村立第一中学校長倉分校が独立し、上宝村立第四中学校となる（小中併設校）。
- 1953年（昭和28年） - 校舎を新築し、移転。
- 1959年（昭和34年）4月 - 上宝村立長倉小学校に改称する。
- 1964年（昭和39年） - 長倉中学校が廃校。長倉小学校は単独校となる。
- 1968年（昭和43年）3月 - 本郷小学校に統合され廃校。大原冬季分校は本郷小学校に移管される。